# Jonathan Bailey
Jonathan Stuart Bailey (sinh ngày 25 tháng 4 năm 1988) là một diễn viên xuất sắc người Anh. Anh đoạt Giải Laurence Olivier, và nhận được đề cử cho Giải Sân khấu Evening Standard và Giải Nghiệp đoàn Diễn viên Màn ảnh.
Bailey bắt đầu sự nghiệp là một diễn viên nhí trong các vở kịch của Công ty Royal Shakespeare khi mới sáu tuổi, và đến tám tuổi đóng vai Gavroche trong vở kịch Les Misérables của West End. Anh được đề cử tại Giải Sân khấu Evening Standard cho người mới xuất sắc nhất nhờ đóng vai chính trong vở kịch South Downs năm 2012, vở kịch Othello năm 2013 của Sân khấu Royal National mà anh đóng vai Cassio, vở nhạc kịch The Last Five Years năm 2016, và anh được đoạt Giải Laurence Olivier cho nam diễn viên chính xuất sắc nhất với vai phụ trong vở nhạc kịch trong vở nhạc kịch Company năm 2019 và vở kịch Cock năm 2022 
của West End.
Bailey đóng phim gồm loạt phim phiêu lưu Leonardo (2011–12) của CBBC, bộ phim tội phạm Broadchurch (2013–15) của ITV, bộ phim sitcom W1A (2014–17) của BBC Two và bộ phim truyền hình ngắn tập Crashing (2016) của Channel 4. Kể từ năm 2020, anh đóng vai Tử tước Anthony Bridgerton, gia trưởng trên thực tế của gia đình cùng tên trong bộ phim truyền hình thời kỳ Bridgerton của Netflix.

## Tiểu sử
Sinh ra ở làng Benson tại Oxfordshire, Bailey là con út trong gia đình có 4 người con và là con trai duy nhất. Mẹ anh là một nhà thính học và cha anh là cựu giám đốc điều hành Rowse Honey, Stuart Bailey.
Anh theo học Trường Tiểu học Benson C of E ở địa phương và tốt nghiệp Trường Oratory năm 2004 tại Woodcote, Oxfordshire, đồng thời tham gia múa ba lê và tham gia câu lạc bộ khiêu vũ ở Henley-on-Thames. Anh học A Levels tại Trường Cao đẳng Magdalen ở Oxford nhưng cuối cùng anh hoãn việc nhập học vào Đại học Open và tiếp tục làm việc toàn thời gian.

## Sự nghiệp

### Sân khấu
Anh quyết định muốn trở thành một diễn viên khi mới 5 tuổi sau khi xem vở kịch Oliver! của Lionel Bart. Thông qua một câu lạc bộ khiêu vũ mà anh là thành viên, anh thử giọng và nhận một vai thay thế trong vở kịch A Christmas Carol của Công ty Royal Shakespeare sản xuất năm 1995 tại Sân khấu Barbican ở Luân Đôn vào năm 6 tuổi. Đến tám tuổi đóng vai Gavroche trong vở kịch Les Misérables của West End. Năm 2012, Bailey được đề cử cho giải thưởng người mới xuất sắc nhất tại Lễ trao giải Sân khấu Evening Standard cho vở kịch South Downs của David Hare. Năm sau, anh đóng vai Tim Price trong vở nhạc kịch American Psycho tại Sân khấu Almeida ở Luân Đôn. Năm 2016, anh đóng vai chính cùng với Samantha Barks trong vở nhạc kịch The Last Five Years của Jason Robert Brown ở Luân Đôn.
Bailey xuất hiện cùng với Ian McKellen, Sinéad Cusack và Dervla Kirwan đóng vai Edgar trong vở kịch King Lear tại Sân khấu Liên hoan Chichester. Năm sau, anh được chọn tham gia phần hai của vở nhạc kịch Company của West End, đóng vai Jamie (ban đầu được sáng tác là một nhân vật nữ, Amy). Với vai diễn của mình, Bailey giành được Giải Laurence Olivier cho nam diễn viên chính xuất sắc nhất với vai phụ trong vở nhạc kịch 2019. Từ tháng 3 đến tháng 6 năm 2022, Bailey đưa tin về vở kịch Cock của Mike Bartlett tại Sân khấu Ambassador ở West End, khi tái hợp anh với đạo diễn vở nhạc kịch Company, Marianne Elliott.

### Phim điện ảnh và truyền hình
Năm 2011, Bailey được chọn vào vai Leonardo da Vinci trong loạt phim Leonardo của BBC và tiếp tục đóng vai phản diện với Sarah Alexander trong bộ phim hài Me and Mrs. Jones của BBC.
Vào tháng 9 năm 2014, anh xuất hiện trong tập 8 của phim Doctor Who, "Time Heist". Bailey đóng vai phóng viên Olly Stevens trong loạt phim Broadchurch của ITV. Anh cũng có một vai định kỳ là Jack Patterson trong phim hài W1A của BBC Two xuất hiện trong cả ba mùa của chương trình. Anh cũng là vai chính trong phim Crashing và là vai khách mời trong phim Chewing Gum.
Năm 2019, anh được chọn tham gia bộ phim truyền hình dài tập Bridgerton do Shonda Rhimes sản xuất năm 2020 của Netflix với vai Tử tước Anthony Bridgerton, anh cả Bridgerton và chủ của gia đình.

## Đời tư
Bailey công khai là người đồng tính. Vào năm 2020, anh nói về những trải nghiệm của mình với Ian McKellen, bạn diễn của vở kịch King Lear, nói rằng: "...Tôi không nhất thiết phải giấu nó, nhưng tôi chưa bao giờ không thành thật về nó. Chỉ là chưa bao giờ cần phải nói về nó. Tôi nghĩ, có một cảm giác xấu hổ, điều đó có thể cảm nhận được ở những người đồng tính nam trong ngành... với tôi, đó chỉ là hiện diện mà thôi."

## Đóng phim

### Sân khấu
| Năm       | Tựa vở kịch                    | Vai diễn                       | Địa điểm                                                  |
| --------- | ------------------------------ | ------------------------------ | --------------------------------------------------------- |
| 1995      | A Christmas Carol              | Child Scrooge / Tiny Tim (alt) | Sân khấu Barbican bởi Công ty Royal Shakespeare           |
| 1996      | Les Enfants du Paradis         | Little Baptiste                | Công ty Royal Shakespeare                                 |
| 1997–1998 | Les Misérables                 | Gavroche                       | Sân khấu Palace, Luân Đôn                                 |
| 2003      | King John                      | Hoàng tử Arthur                | Công ty Royal Shakespeare                                 |
| 2006      | Beautiful Thing                | Jamie                          | Sân khấu Sound                                            |
| 2007      | Pretend You Have Big Buildings | Leon                           | Manchester Royal Exchange                                 |
| 2008      | The Mother Ship                | Elliot                         | Sân khấu Birmingham Rep                                   |
| 2008      | Girl with a Pearl Earring      | Pieter                         | Sân khấu Nghệ thuật Cambridge và Sân khấu Royal Haymarket |
| 2009      | House of Special Purpose       | Alexi                          | Sân khấu Liên hoan Chichester                             |
| 2011      | South Downs                    | Duffield                       | Sân khấu Liên hoan Chichester                             |
| 2012      | South Downs                    | Duffield                       | Sân khấu Harold Pinter                                    |
| 2013      | Othello                        | Cassio                         | Sân khấu Royal National                                   |
| 2013      | American Psycho                | Tim Price                      | Sân khấu Almeida                                          |
| 2016      | The Last Five Years            | Jamie                          | Sân khấu St. James, Luân Đôn                              |
| 2017      | King Lear                      | Edgar                          | Sân khấu Liên hoan Chichester                             |
| 2017      | Certain Young Men              | Andrew                         | Sân khấu Royal National                                   |
| 2018      | The York Realist               | John                           | Donmar Warehouse                                          |
| 2018–2019 | Company                        | Jamie                          | Sân khấu Gielgud                                          |
| 2022      | Cock                           | John                           | Sân khấu Đại sứ                                           |

### Phim điện ảnh
| Năm  | Tựa phim                  | Vai diễn         |
| ---- | ------------------------- | ---------------- |
| 2004 | Five Children and It      | Cyril            |
| 2007 | Elizabeth: The Golden Age | Courtier         |
| 2007 | Permanent Vacation        | Max Bury         |
| 2007 | St Trinian's              | Caspar           |
| 2014 | Testament of Youth        | Geoffrey Thurlow |
| 2016 | The Young Messiah         | Herod            |
| 2018 | The Mercy                 | Ian Wheeler      |

### Phim truyền hình
| Năm       | Tựa phim                                | Vai diễn                  | Ghi chú                                 |
| --------- | --------------------------------------- | ------------------------- | --------------------------------------- |
| 1997      | Bramwell                                | William Kilshaw           | Mùa 3, tập 6                            |
| 1997      | Bright Hair                             | Ben Devenish              | Phim truyền hình                        |
| 1998      | Alice through the Looking Glass         | Lewis                     | Phim truyền hình                        |
| 2001      | Baddiel's Syndrome                      | Josh                      | Vai chính                               |
| 2005      | The Golden Hour                         | Stephen Martin            | Miniseries; tập 4                       |
| 2005      | Walk Away and I Stumble                 | Justin                    | Phim truyền hình                        |
| 2007      | Doctors                                 | Johnno Mitchum            | Tập: "See You in the Morning"           |
| 2008      | The Bill                                | Chris Villiers            | Tập: "The Hit"                          |
| 2009      | Off the Hook                            | Danny Gordon              | Vai chính                               |
| 2010      | Lewis                                   | Titus Mortmaigne          | Tập: "The Dead of Winter"               |
| 2011      | Campus                                  | Flatpack                  | Vai chính                               |
| 2011–2012 | Leonardo                                | Leonardo da Vinci         | Vai chính                               |
| 2012      | Pramface                                | Glynn Three               | Tập: "Edinburgh... in Scotland"         |
| 2012      | Me and Mrs Jones                        | Alfie                     | Vai chính                               |
| 2012      | Groove High                             | Tom Mason                 | Vai chính                               |
| 2013–2015 | Broadchurch                             | Olly Stevens              | 16 tập                                  |
| 2013      | Some Girls                              | Nick the Counsellor Three | Mùa 2, tập 1                            |
| 2014–2017 | W1A                                     | Jack Patterson            | Vai định kì (mùa 1) Vai chính (mùa 2–3) |
| 2014      | Doctor Who                              | Psi                       | Tập: "Time Heist"                       |
| 2016      | Crashing                                | Sam                       | Vai chính                               |
| 2016      | Hooten & the Lady                       | Edward                    | 6 tập                                   |
| 2017      | Chewing Gum                             | Ash                       | Tập: "Replacements"                     |
| 2018      | Jack Ryan                               | Lance Miller              | 3 tập                                   |
| 2020–nay  | Bridgerton                              | Anthony Bridgerton        | Vai chính                               |
| 2022      | RuPaul's Drag Race: UK Versus the World | Bản thân                  | Giám khảo khách mời                     |
| 2022      | The One Show                            | Bản thân                  | Khách mời                               |

### Bản ghi cast
| Năm  | Tựa bản                               |
| ---- | ------------------------------------- |
| 2016 | American Psycho (Bản ghi Cast London) |
| 2019 | Company (Bản ghi Cast London)         |

### Audio
| Năm  | Tựa bài                                                | Vai diễn        | Ghi chú     |
| ---- | ------------------------------------------------------ | --------------- | ----------- |
| 2016 | The Forsytes                                           | Jon             | BBC Radio 4 |
| 2016 | Deliverers                                             | Lee             | BBC Radio 4 |
| 2017 | Just One Damned Thing After Another                    | David Sussman   | Audiobook   |
| 2018 | Cast Long Shadows: Ghosts of the Shadow Market, Book 2 | Narrator        | Audiobook   |
| 2018 | Home Front                                             | Daniel Marriott | BBC Radio 4 |
| 2020 | The Flip Side                                          | Narrator        | Audiobook   |

### Trò chơi điện tử
| Năm  | Tựa trò chơi                      | Vai lồng tiếng              |
| ---- | --------------------------------- | --------------------------- |
| 2014 | Forza Horizon 2                   | Dan Williams                |
| 2015 | Everybody's Gone to the Rapture   | Rhys Shipley                |
| 2019 | Anthem                            | Gunther                     |
| 2019 | Final Fantasy XIV: Shadowbringers | Crystal Exarch / G'raha Tia |
| 2021 | Final Fantasy XIV: Endwalker      | G'raha Tia, Growingway      |
| TBA  | Squadron 42                       | Aaron Seetow                |

## Giải thưởng và đề cử
| Năm  | Giải thưởng                        | Hạng mục                                                                   | Đề cử       | Kết quả   | Tham khảo |
| ---- | ---------------------------------- | -------------------------------------------------------------------------- | ----------- | --------- | --------- |
| 2012 | Giải Sân khấu Evening Standard     | Người mới xuất sắc nhất                                                    | South Downs | Đề cử     |           |
| 2019 | Giải Laurence Olivier              | Nam diễn viên chính xuất sắc nhất trong vai phụ trong vở nhạc kịch         | Company     | Đoạt giải |           |
| 2019 | Giải WhatsOnStage                  | Nam diễn viên phụ xuất sắc nhất trong vở nhạc kịch                         | Company     | Đề cử     |           |
| 2021 | Giải Gold Derby                    | Diễn viên phụ chính kịch                                                   | Bridgerton  | Đề cử     |           |
| 2021 | Giải Điện ảnh trực tuyến quốc tế   | Nam diễn viên phụ xuất sắc nhất trong một bộ phim truyền hình dài tập      | Bridgerton  | Đề cử     |           |
| 2021 | Giải Nghiệp đoàn Diễn viên Màn ảnh | Màn trình diễn xuất sắc nhất toàn bộ trong một bộ phim truyền hình dài tập | Bridgerton  | Đề cử     | [ 27 ]    |